# بيدرو باتيستا
بيدرو باتيستا هو لاعب كرة قدم برتغالي في مركز الدفاع، ولد في 19 أكتوبر 1992 في البرتغال. لعب مع نادي فريموند ‏ وRebordosa A.C. ‏.

## وصلات خارجية
- بيدرو باتيستا على موقع Soccerway.com (الإنجليزية)